# Germain Bazin
Germain Bazin (* 24. September 1901 in Suresnes, heute: Département Hauts-de-Seine, Frankreich; † 2. Mai 1990 in Paris) war ein französischer Kunsthistoriker, Museumskonservator, Hochschullehrer und Buchautor.

## Leben
Bazin wurde 1901 als Sohn des Ingenieurs Charles Bazin und der Jeanne Laurence Mounier-Pouthot geboren. Er studierte Kunstgeschichte an der Pariser Sorbonne unter anderem bei Henri Focillon und Émile Mâle sowie Museologie an der École du Louvre. Ab 1928 arbeitete er in der Grafikabteilung der Pariser École des Beaux Arts, was 1937 zu seiner Berufung als Kurator in der Grafischen Abteilung des Louvres führte. Sein Vorgesetzter René Huyghe weckte in ihm das Interesse und die Erkenntnis um die Wichtigkeit der Restaurierung, die Bazin während seiner Zeit am Louvre stetig zu professionalisieren suchte. Bereits 1934 war er daneben auch zum Professor an die Université Libre de Bruxelles berufen worden; die Stelle sollte er über 30 Jahre innehaben.
Im Zweiten Weltkrieg diente er von 1939 bis 1940 in der Infanterie und stieg zum Hauptmann auf, in den darauffolgenden Jahren war er, zusammen mit René Huyghe und Jacques Jaujard, daran beteiligt, die Kunstwerke der französischen Museen während der Okkupation vor den Nationalsozialisten zu verstecken. Zur gleichen Zeit, 1941, wurde er als Professor für Museologie an die École du Louvre berufen. Während der Kriegsjahre erschienen von ihm Werke über so verschiedene Epochen und Künstler wie Hans Memling (1939), Fra Angelico (1941) und Camille Corot (1942). Als einer der ersten europäischen Kunsthistoriker interessierte sich Bazin ab 1945 für den brasilianischen Barock. In den folgenden Jahren veröffentlichte er zwei grundlegende Werke über die religiöse Architektur (1956/58) sowie über den Bildhauer Aleijadinho (1963).
1947 heiratete Bazin Suzanne Comtesse Heller Bielotzerkowka. Nachdem er einige Jahre die Grafikabteilung des Louvre-Museums geleitet hatte, wurde er 1951 zum Chefkurator für Malerei und Grafik berufen. 1965 folgte das Amt des Chefkonservators der Restaurierungswerkstätten der Musées nationaux, das eigens für ihn geschaffen worden war. Er setzte sich für eine Neuhängung der Werke ein, die die Breite der Sammlung von Objekten aus der ganzen Welt widerspiegeln sollte. Weiterhin publizierte er zahlreiche Werke zu verschiedenen Themen, darunter eine Geschichte der Kunst aller Zeiten und Völker (1953), sowie Monografien über den Impressionismus (1947) und die Kunst des Barocks und Rokokos (1964). Auch zur Historiografie und zur Museologie äußerte er sich in Publikationen und Vorträgen in Europa und Amerika. 
1970 zog er sich von seiner Lehrtätigkeit an der École du Louvre zurück, doch lehrte er noch von 1971 bis 1976 als Professor an der York University in Toronto, Kanada. Vor seinem Tod im Jahr 1990, im Alter von 88 Jahren, arbeitete er an einem Catalogue raisonné des Künstlers Théodore Géricault, der posthum 1997 erschien.

## Ehrungen und Auszeichnungen
- 1954: Offizier der Ehrenlegion
- 1956: Kommandeur des belgischen Leopoldsorden
- 1975: Membre libre auf dem Fauteuil I der Section VI an der Académie des Beaux-Arts in Paris
- 1981: Assoziiertes Mitglied der Königlichen Akademie der Wissenschaften und Schönen Künste von Belgien[6]

## Schriften (Auswahl)
- Le Mont Saint-Michel. Vorwort von Marcel Aubert, Auguste Picard, Paris 1935.
  - Neuauflage: Le Mont Saint Michel. Archéologie de l'origine à nos jours, Hacker Art Books, New York 1978, ISBN 0-87817-190-8.
- Cent trente chefs d'œvres de l'art français du moyen âge au XXe siècle. Arts et métiers graphiques, Paris 1937.
- Memling. Pierre Tisné, Paris 1939.
- La France en guerre. Zusammen mit Claude-Joseph Gignoux, Georges-Henri Rivière und Bernard Champigneulle. Vorwort von André Siegfried, Éditions Plon, Paris 1940.
- Fra Angelico. Hypérion, Paris 1941.
- Corot. Pierre Tisné, Paris 1942 (Neuauflage: Hachette, Paris, 1973).
  - deutsch von Wolfgang Jördens: Corot. Wolfgang Krüger Verlag, Berlin 1946.
- L'époque impressioniste. Pierre Tisné, Paris 1947.
- Les grands maîtres hollandais. Unter Mitarbeit von Suzanne Bazin. F. Nathan, Paris 1950.
- Histoire de l'art, de la préhistoire à nos jours. Charles Massin, Paris 1953.
  - deutsch von Hans Fegers: Kunst aller Zeiten und Völker. Kohlhammer, Stuttgart 1957.
- L'architecture religieuse baroque au Brésil, 2 Bände. Museu de Arte de São Paulo, São Paulo/Paris 1956/1958.
- Trésors de l'impressionisme au Louvre. Éditions Aimery Somogny, Paris 1958.
- Das Blumenbouquet: Gemälde großer Meister. Übers. von Paul Baudisch. Kindler, München 1960.
- Musée de l'Ermitage: les grands maîtres de la peinture. Cercle d'art, Paris 1958.
  - deutsch: Die großen Meister der Malerei der Eremitage (14.–18. Jahrhundert). Henschel, (Ost-)Berlin 1960.
- Paul Gaugin oder Klassizismus durch Revolte. Ausstellungskatalog. Haus der Kunst, München 1960.
- Aleijadinho et la sculpture baroque au Brésil. Le Temps, Paris 1963.
- Le message de l'absolu, de l'aube au crépuscule des images. Hachette, Paris 1964.
- Baroque et rococo, Thames & Hudson, London 1964.
  - deutsch von Hans Hildenbrand: Die Kunst des Barock und Rokoko. Droemer/Knaur, München 1969.
- Le Temps des musées. Éditions Desour, 1967.
- Das Impressionisten-Museum im Louvre, 1968.
- Histoire de l'avant-garde en peinture de XIIIe au XXe siècle. Hachette, Paris 1969.
- Les palais de la foi: le monde des monastères baroques. Band 2: Italie, Pays Ibériques, France. Office du livre, Fribourg 1980.
- Les palais de la foi: le monde des monastères baroques. Band 1: Autriche, Allemagne et Suisse, Belgique, Russie orthodoxe. Office du livre, Fribourg 1981.
- Die Impressionisten: Schöpfer der modernen Malerei. Bertelsmann, Gütersloh 1981.
- Histoire de l'histoire de l'art: de Vasari à nos jours. A. Michel, Paris 1986, ISBN 2-226-02787-4.
- Dictionnaire des styles. Édition Aimery Somogy, Paris, 1987, ISBN 2-85056-185-1.
- Paradeisos ou L'art du jardin. Chêne, Paris 1988.
  - deutsch: DuMonts Geschichte der Gartenbaukunst. Dumont, Köln 1999, ISBN 3-933366-01-1.